# Topsectorenbeleid
Het topsectorenbeleid is een Nederlandse bedrijvenbeleid om de Nederlandse kenniseconomie te stimuleren aangenomen onder Kabinet-Rutte I. In de periode 2012-2015 maakt de overheid circa 7 miljard euro beschikbaar aan de topsectoren.

## Doelstellingen
De ambities van het topsectorenbeleid waren:
1. Nederland in de top 5 van kenniseconomieën in de wereld (in 2020);
2. Stijging van de Nederlandse R&D-inspanningen naar 3) 2,5% van het BBP (in 2020);
3. Topconsortia voor Kennis en Innovatie waarin publieke en private partijen participeren voor meer dan € 500 miljoen waarvan ten minste 40% gefinancierd door het bedrijfsleven (in 2015).

## Topsectoren
Het beleid richt zich op 9 topsectoren waarin een consortium zich richt op samenwerking en maatregelen voor een sterkere kenniseconomie.
- Agri & Food
- Chemie
- Creatieve Industrie
- Energie
- Hightech
- Logistiek
- Life Sciences & Health
- Tuinbouw
- Water